# バー・ウ
バー・ウ（Ba U、ビルマ語: ဘဦး、発音 [ba̰ ʔú] バ・ウー、1887年5月16日 - 1963年11月9日）は、ビルマ（ミャンマー）の政治家・弁護士。1948年から1952年までビルマ最高裁の首席判事をつとめ、1952年3月13日から1957年3月13日までビルマ連邦2代大統領に就任した。

## 経歴

### 生い立ちと教育
1887年5月16日、イラワジ・デルタのパテインで、父ウー・ボーフラ（ဦးဘိုးလှ; U Poe Hla）と母ドー・ニュン（ဒေါ်ညွန့်; Daw Nyunt）の間に生まれた。国立ラングーン高校（Rangoon Government High School）の大学進学クラスを経て、1907年にケンブリッジ大学に留学する。法学を専攻し、1912年に卒業した。1950年代初頭に、ラングーン大学に文学の名誉博士号を授与された。

### キャリア
1913年から1912年まで、ラングーンで弁護士として働いていた。1921年には郡判事（discrict judge）となり、1932年よりラングーン高等法院の判事となる。1948年から1952年までビルマ最高裁の首席判事をつとめた。1947年にはナイトを叙任される。英領ビルマ・日本占領下のビルマ・独立後のビルマのすべてで判事として活動した。また、ビルマ連邦の独立時、憲法起草にかかわった。
反ファシスト人民自由連盟（AFPFL）の党員であり、1952年3月13日、ビルマ連邦初代大統領サオ・シュエタイッに代わり、2代大統領として宣誓をおこなった。1957年3月13日まで、5年間大統領職を務めた。1958年に自伝である Ba, My Burma: The Autobiography of a President を出版した。